# Drosophila innubila
Drosophila innubila är en tvåvingeart som beskrevs av Spencer 1943. Drosophila innubila ingår i släktet Drosophila och familjen daggflugor.
Artens utbredningsområde täcker delar av södra USA.